# Очки для плавания
Очки — один из аксессуаров для спортивного плавания.
Первые прототипы очков для плавания появились достаточно давно. Для нормального зрения человеческого глаза под водой необходима воздушная прослойка. Известно, что в XIV веке персидские ныряльщики использовали очки, изготовленные из отполированных черепашьих панцирей, для подводного плавания. В начале 1930-х гг. Гай Гилпатрик, американский писатель, живший во Франции, приспосабливает для ныряния авиаторские очки, сделав их водонепроницаемыми с помощью оконной замазки. Распространились по миру очки для плавания где-то в 1950-х гг. и поначалу были небезопасными, так как делались из стекла. Они легко бились, создавая опасные осколки.
Возможно, это было одной из причин, по которой очки для плавания запрещалось использовать в соревновательных заплывах на Олимпийских играх до 1972 года включительно, разрешались только в тренировочных. Например, в Олимпийской команде США некоторые спортсмены использовали маленькие самодельные очки при подготовке к Олимпиаде 1968 года. Они представляли собой две пластиковые крышечки, соединённые резинкой, больно врезались в кожу вокруг глаз уже после часа тренировки и спадали во время стартового нырка. Но уже через четыре года несколько коммерческих компаний освоили рынок, и эти недостатки были устранены. А на Олимпиаде в Монреале очки для плавания были официально разрешены, и спортсмены разных стран начали использовать их в соревновательных заплывах.
Очки бывают тренировочные и стартовые. Разница в силе прижима к глазнице. Тренировочные удобнее носить долго, но и легче потерять при прыжке в воду или резком повороте. Но конструктивно разница весьма условна.
Конструкция очков. Без уплотнителя вовсе называют «шведки» или стекляшки, требуют тщательного подбора по форме головы. Но чаще жесткий корпус очков имеет мягкие силиконовые уплотнители по краю. Тем не менее, следы вокруг глаз, которые остаются после длительных заплывов, до недавнего времени оставались одним из главных их недостатков. Другой вариант: мягкий силиконовый корпус-уплотнитель с залитыми в него поликарбонатными стеклами. Как правило, это тренировочные очки, легко принимающие форму глазницы при самом слабом прижиме.
Материал мягких деталей очков (ремешок и амбушюры) для плавания бывают двух типов: силиконовые и неопреновые. Ранее использовалась резина, но она могла вызывать раздражение кожи.
Есть также очки с диоптриями для людей со слабым зрением. Диоптрии могут быть за счёт линзы или за счёт выпуклости (внутрь или наружу), тогда диоптрии работают только под водой. Существуют очки с наклонными боковыми элементами линз, которые позволяют пловцу контролировать положение других пловцов на соседних дорожках.
Антифоговое покрытие очков или покрытие против запотевания имеется почти во всех продаваемых моделях, но со временем смывается водой. Оно представляет собой плёнку желатина с добавкой антисептика. Поэтому внутреннюю поверхность лучше не мочить. Для восстановления этого покрытия продаются различные аэрозоли, но и нетрудно нанести раствор желатина самостоятельно.